# Lijst van musea in Tsjechië
Hieronder volgt een lijst van musea in Tsjechië, gesorteerd op regio en vestigingsplaats.

## Liberec

### Liberec
- Severočeské muzeum v Liberci
- Regionale Kunstgalerie

### Sychrov
- Antonín Dvořák Museum

## Midden-Bohemen

### Hořovice
- Muziek zonder musici

### Jabkenice
- Bedřich Smetana Museum

### Křečovice
- Josef Suk Museum

### Nelahozeves
- geboortehuis van Antonín Dvořák

### Obříství
- Bedřich Smetana Museum

### Vysoká u Příbramě
- Antonín Dvořák Museum

### Zlonice
- Antonín Dvořák Museum

## Moravië-Silezië

### Hukvaldy
- Leoš Janáček Museum

### Ostrava
- Brandweermuseum
- Brouwerijmuseum
- Citerárium, citermuseum
- Joods kerkhof
- Michal-grot
- Mijnbouwmuseum
- Miniuni, miniaturen von Europese bezienswaardigheden
- Smederijmuseum Keltička
- Sprookjeskelder van spoken
- Stadmuseum Ostrava
- Sterrenwacht en Planetarium Johann Palisa
- Zeeaquarium

## Olomouc

### Cholina
- Hanácké národopisné muzeum

### Čechy pod Kosířem
- Hasičské muzeum
- Muzeum kočárů

### Křelov-Břuchotín
- Muzeum Fort Křelov

### Litovel
- Muzeum harmonik Litovel
- Muzeum Litovel

### Loštice
- Muzeum olomouckých tvarůžků

### Olomouc
- Muzeum Olomoucké pevnosti
- Muzeum ČD v Olomouci
- Muzeum Lagerfort XIII
- Muzeum Matice svatokopecké
- Muzeum papírových modelů
- Muzeum umění Olomouc
  - Muzeum moderního umění
  - Arcidiecézní muzeum Olomouc
- Pevnost poznání
- Veteran Arena Olomouc
- Vlastivědné muzeum v Olomouci

### Prostějov
- Muzeum Prostějovska

### Přerov
- Muzeum Komenského v Přerově

### Příkazy
- Hanácké skanzen

### Slatinice
- Muzeum veteránů

### Šternberk
- Expozice času

### Šumperk
- Vlastivědné muzeum v Šumperku

## Pardubice

### Litomyšl
- geboortewoning van Bedřich Smetana

## Pilsen

### Pilsen
- Západočeské muzeum v Plzni
- Patton Memorial Pilsen - Památník americké armády 1945 v Plzni

## Praag
- Nationaal Museum (Národní muzeum)
- Tsjechisch Muziekmuseum
- Antonín Dvořák Museum  in de Villa Amerika
- Bedřich Smetana Museum
- Franz Kafka Museum
- Nationale Galerie (Národní galerie v Praze) zijn eveneens over de hele stad verdeeld.
- Joods Museum (Židovské Muzeum v Praze)
- Bertramka, gewijd aan Wolfgang Amadeus Mozart
- PopMuseum

## Vysočina

### Koněšín
- Letecké muzeum Koněšín

### Lesonice
- Museum van folkloristische kapellen

### Žďár nad Sázavou
- Herdenkingszaal František Drdla

### Nová Říše
- Pavel en Antonín Vranický-expositie

## Zlín

### Uherské Hradiště
- Slovácké Muzeum

## Zuid-Bohemen

### Strakonice
- Museum van de Centrale Otava-regio

## Zuid-Moravië

### Brno
- Moravisch museum
- Leoš Janáček Museum
- Villa Tugendhat